# 上田映劇
上田映劇（うえだえいげき）は、長野県上田市にある映画館。
1917年（大正6年）に上田劇場（うえだげきじょう）として開館した。セム・コーポレーションが運営する映画館としての定期上映は2011年（平成23年）4月に終了し、その後は自主上映会の会場や貸館として使用されていたが、2017年（平成29年）4月15日にはNPO法人上田映劇が運営するコミュニティシネマとして定期上映を再開した。270席の1スクリーンを有する。

## 歴史

### 上田劇場
現在の上田映劇の場所には明治時代から末広座という芝居小屋があったが、1917年（大正6年）に演劇場の上田劇場が開館した。上田劇場に続いて、1919年（大正8年）に上田演芸館が、1921年（大正10年）に上田電気館が開館している。上田劇場には1923年（大正12年）の関東大震災で焼失する前の旧帝国劇場と同じ作りの格天井があり、桟敷・花道・回り舞台などもあった。開館時には帝国劇場の専務取締役である山本久三郎から祝福の書面を受け取っている。開館当初は歌舞伎の興行などを行っており、大正時代には信濃黎明会の結成式の会場となったり、憲政会所属の衆議院議員である尾崎行雄の講演が行われたりもした。

### 2011年以前
| 上田市の映画館の変遷 | 上田市の映画館の変遷               |
| -------------------- | ---------------------------------- |
| 1960年 （7館）       | 上田映画劇場（本町4828）           |
| 1960年 （7館）       | 上田東映電気館（本町4828）         |
| 1960年 （7館）       | 上田中央劇場（原町5780）           |
| 1960年 （7館）       | 東横映画劇場（横町4624）           |
| 1960年 （7館）       | ニューパール劇場（北天神町2055）   |
| 1960年 （7館）       | 上田テアトル（馬場町4267）         |
| 1960年 （7館）       | 大屋座（神川町大屋）               |
| 1980年 （5館）       | 上田映画劇場（中央2-12-30）        |
| 1980年 （5館）       | 上田東映電気館（中央1-6-13）       |
| 1980年 （5館）       | 上田東横劇場（中央2-20-5）         |
| 1980年 （5館）       | 上田ニューパール劇場（天神1-2-29） |
| 1980年 （5館）       | 上田テアトル東宝（中央3-6-17）     |
| 2000年 （4館）       | 上田映画劇場（中央2-12-30）        |
| 2000年 （4館）       | 上田でんき館1（中央1-6-13）        |
| 2000年 （4館）       | 上田でんき館2（中央1-6-13）        |
| 2000年 （4館）       | 上田ニューパール劇場（天神1-2-29） |

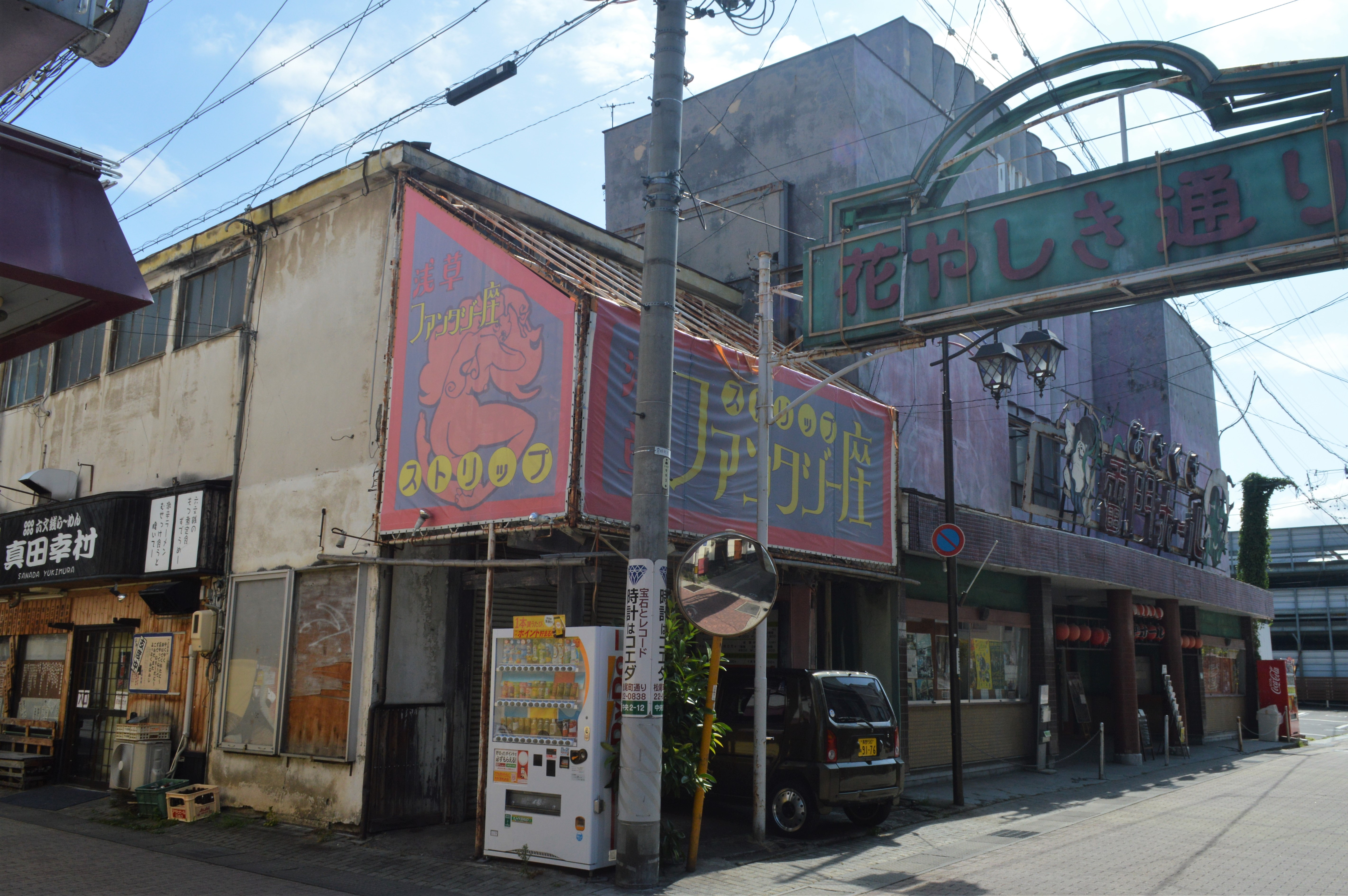
映画セット「花やしき通り」にある上田映劇（右）

昭和初期には駒崎鉄五郎が上田を訪れて上田劇場を買い取り、映画館に改装して映画を上映するようになった。上田映画劇場（上田映劇）に改称したのはこの時である。上田映劇となってからしばらくは芝居と映画の興行を交互に行っていたが、戦後には映画専門の劇場となった。
昭和30年代から40年代には全盛期を迎え、二本立て・三本立てなどで毎週新作を上映した。上田映劇に休館日はなく、ホールに入る観客で長蛇の列ができるほどの人気だった。入口の左側と右側それぞれに切符売り場があり、切符の販売員、切符もぎり、映写技師2人、清掃員など、常時5-6人の従業員に加えて支配人がいた。駒崎鉄五郎は1960年代に上田ロータリークラブの幹事を務めている。全国の映画館数がピークを迎えた1960年（昭和35年）、上田市には7館の映画館があった。
1973年（昭和48年）に改修工事を行って現在の姿となり、大映や松竹の作品を中心に洋画の上映も行った。2011年の閉館時に支配人だった駒崎隆が大学生の時に上映した『エクソシスト』（1973年）は、近所の高校で前売り券を売るなどしてヒットしたという。しかしその後は、ビデオやDVDの普及によって観客数が低迷した。
1995年（平成7年）には音響や照明の設備を一新し、ライブや演劇が可能となった。プロのミュージシャンを招いたライブを行ったり、地元のアマチュアバンドにホールを貸すなどしている。運営するセム・コーポレーションは上田映劇を自主上映会の会場として提供したり、独自にイベントなどを開催するなどして映画館の存続を図った。2011年以前の上田映劇は全席自由席だったが、2階席は1階席の料金プラス200円であり、必ず2階席に座る常連客もいた。

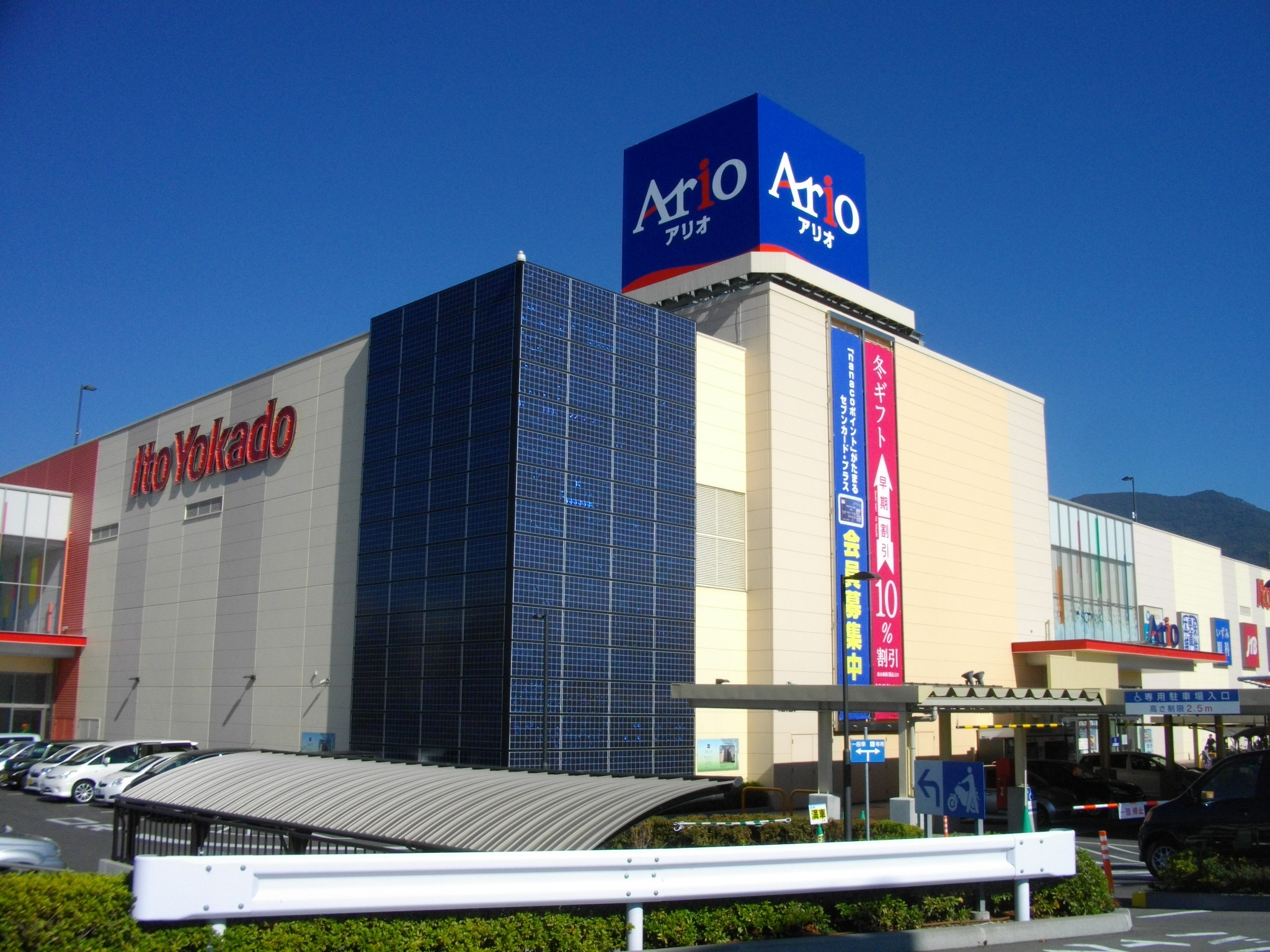
閉館の要因となったTOHOシネマズ上田（アリオ上田）

2000年代には多数のスクリーンを有するシネマコンプレックスの開館ブームが起こり、長野県内では2000年（平成12年）には東筑摩郡山形村に6スクリーンのアイシティシネマが、2008年（平成20年）には松本市に8スクリーンのシネマライツ8が開館。松本都市圏だけで2つのシネコンが開館したことで、松本市中心部の映画館が相次いで閉館している。
2005年（平成17年）に操業を停止した日本たばこ産業上田工場跡地に、TOHOシネマズ上田を含む大型ショッピングセンターのアリオ上田を開業させる計画が起こった。2011年（平成23年）4月21日のTOHOシネマズ上田開館を前にして、同年3月9日にはセム・コーポレーションが上田映劇と上田でんき館の定期上映を同春で終了することを決定した。両館の観客数は近年は計3万人と低迷しており、1000万円以上かかるデジタル上映設備に投資が困難であることも閉館の理由だった。閉館時の座席数は280席だった。

### 休館中

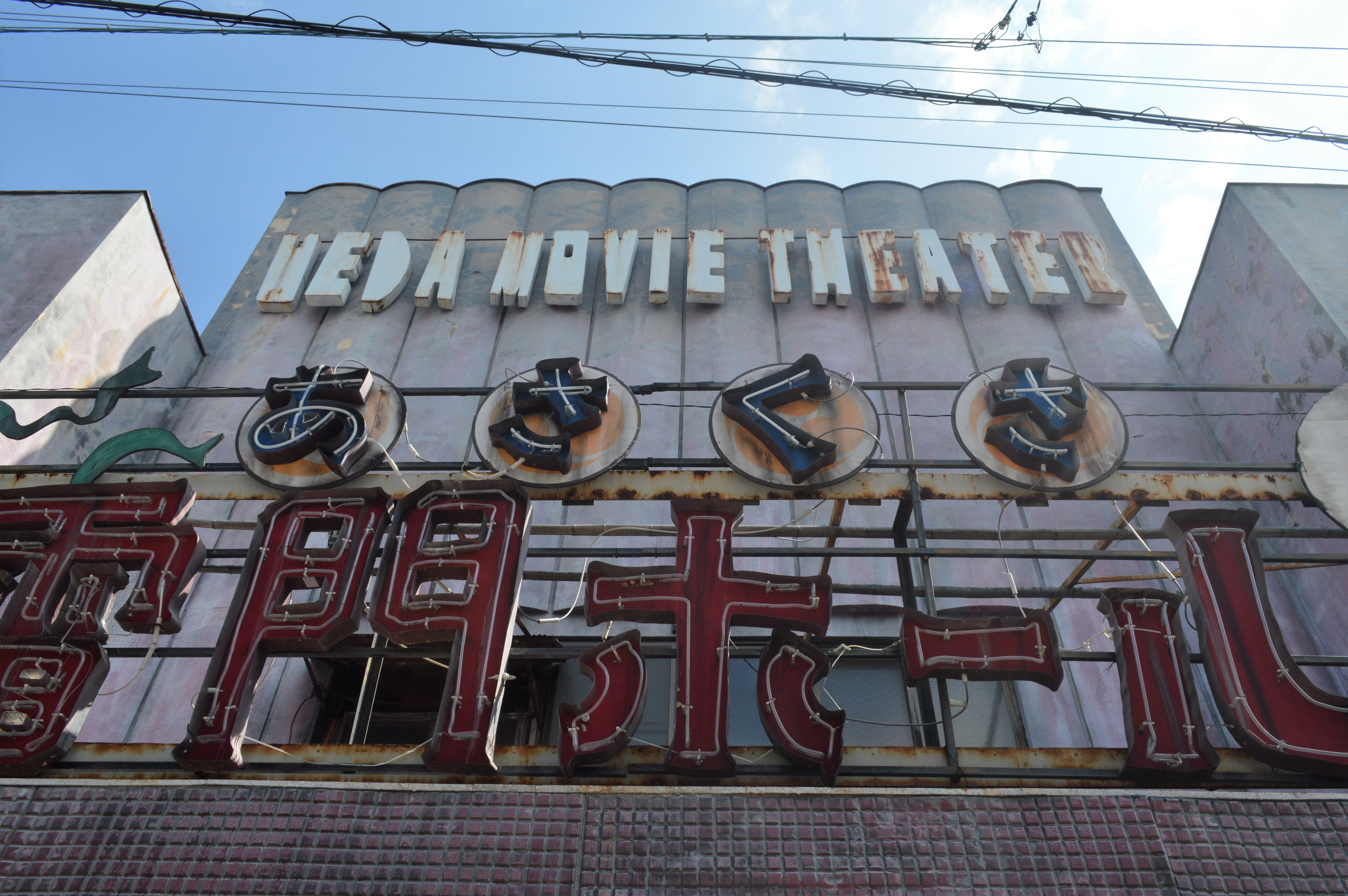
「UEDA MOVIE THEATER」と「あさくさ雷門ホール」の看板

上田映劇は広い舞台があるため、不定期に演劇や音楽ライブを催す劇場に転換された。4月以降には上田市民有志が自主上映会を企画しており、「うえだ城下町映画祭」実行委員などが中心となって映画館としての存続の道を探った。この頃には長野県のご当地アイドルユニット「あっぷる学園応援部」が誕生。2011年7月10日に上田映劇でお披露目を行い、以降も定期的なライブ活動を行っていた。2012年（平成24年）からは上田市民有志が企画する「そうだ! お町へ出かけよう」の一環で上田映劇で名画を上映する企画を行っており、2013年（平成25年）7月20日には『キューポラのある街』（1962年・吉永小百合主演）の上映に年配者ら100人以上が集まった。
2014年（平成26年）に公開された映画『青天の霹靂』（劇団ひとり原作・監督）のロケは、2013年（平成25年）8月に上田映劇などで行われた。上田映劇の建物は劇中で「あさくさ雷門ホール」として登場する。ロケ地となったことを記念して、撮影の際に建物正面に設置された「あさくさ雷門ホール」の大看板はそのまま残されている。2016年（平成28年）12月には信州上田フィルムコミッションが主催して、上田市出身の映画監督である鶴岡慧子の『うつろいの標本箱』の上映が行われた。

### 定期上映再開後
| 現在の上田市の映画館 | 現在の上田市の映画館           |
| -------------------- | ------------------------------ |
| 2020年 （10館）      | 上田映劇（中央2-12-30）        |
| 2020年 （10館）      | トラゥム・ライゼ（中央1-6-13） |
| 2020年 （10館）      | TOHOシネマズ上田スクリーン1    |
| 2020年 （10館）      | TOHOシネマズ上田スクリーン2    |
| 2020年 （10館）      | TOHOシネマズ上田スクリーン3    |
| 2020年 （10館）      | TOHOシネマズ上田スクリーン4    |
| 2020年 （10館）      | TOHOシネマズ上田スクリーン5    |
| 2020年 （10館）      | TOHOシネマズ上田スクリーン6    |
| 2020年 （10館）      | TOHOシネマズ上田スクリーン7    |
| 2020年 （10館）      | TOHOシネマズ上田スクリーン8    |

2016年（平成28年）秋からは上田市民有志でつくる「上田映劇再起動準備委員会」が定期上映の復活をもくろみ、開館100周年を迎えた2017年（平成29年）4月15日には6年ぶりに定期上映を再開した。初上映作品は映画製作に携わる人々を描いた佐々部清監督作『ゾウを撫でる』。翌日の4月16日には出演した上田市出身の月影瞳と佐々部監督の舞台挨拶が行われた。2017年（平成29年）7月には上田映劇を運営する任意団体がNPO法人の設立を申請した。俳優の三浦貴大、上田市出身の映画監督である鶴岡慧子、上田市出身の女優で信州上田観光大使でもある月影瞳などが理事となっている。
上田市にゆかりのある作品が人気である。2017年11月に上映した『キセキの葉書』は2週間で約250人の観客を集め、11月18日には上田市出身の女優であり出演者の土屋貴子や新田博邦プロデューサーの舞台挨拶が行われた。同11月には上田市がロケ地となった『エキストランド』も上映し、やはり多くの観客を集めた。2018年（平成30年）6月からは『エキストランド』の再々上映が行われ、6月30日には坂下雄一郎監督や出演者である吉沢悠や金田哲の舞台挨拶が行われた。
2020年（令和2年）には近隣の上田でんき館が「トラゥム・ライゼ」と改名して復活。共通の運営者による一体的な営業が行われている。

## 特色
改修工事などは行っているものの、1917年（大正6年）の開館当時の木造2階建てを維持しており、270席の1スクリーンを有する。1階部分に189席（横21席×9列）、2階部分に81席（横23席×3列と両サイド6席×2）がある。スクリーンと客席の間には縦4メートル×横9メートルの舞台を有する。舞台の左右にはそれぞれ18平方メートルの楽屋が2室ある。
2017年（平成29年）4月15日の定期上映再開後、主に1作品を2週間のサイクルで上映している。2017年12月時点で1作品当たりの観客数は平均70人であり、目標の100人には届いていない。観客の半数はシニア層であり、特に夜間の上映回は観客が少ない。目標の集客数には届いていない。年会費1万円で座席のネームプレートを取り付けられる特別会員は2017年12月時点で76人であり、特別会員だけが購入できる年間パスポートは41枚が販売されている。